# Godfried I van Penthièvre
Godfried I van Penthièvre bijgenaamd Boterel (circa 1040 - Dol-de-Bretagne, 24 augustus 1093) was van 1079 tot aan zijn dood graaf van Penthièvre. Hij behoorde tot het huis Rennes.

## Levensloop
Godfried I was de oudste zoon van graaf Odo I van Penthièvre uit diens huwelijk met Agnes, dochter van Alan Canhiart, graaf van Cornouaille. In 1079 volgde hij zijn vader op als graaf van Penthièvre.
Net als zijn vader lag Godfried permanent in conflict met de hertogen van Bretagne: eerst Hoël II, daarna diens zoon Alan IV. Hij had de ambitie om zijn domeinen uit te breiden tot voorbij de Rance en de controle te verwerven over het noordoosten van Bretagne, meer bepaald de regio's Dinan en Dol-de-Bretagne. In de jaren 1080 veroverde hij met de steun van een van zijn bondgenoten, burggraaf Hamon III van Aleth, de stad Dol-de-Bretagne. Na de dood van Hanon III in 1084 moest Godfried zich terugtrekken uit de stad.
In 1086 of 1087 verloor hij nog een belangrijke bondgenoot in de strijd tegen de Bretonse hertogen. Hertog Alan IV van Bretagne huwde toen immers met Constance, een dochter van de Normandische hertog Willem de Veroveraar. Tussen 14 juli en 8 december 1066 probeerde Godfried nogmaals Dol-de-Bretagne te veroveren, maar hij werd opnieuw verplicht om zich terug te trekken.
Na de dood van aartsbisschop Jan I van Dol-en-Bretagne in oktober 1092 deed Godfried I Boterel een laatste poging om deze stad te bemachtigen, maar in augustus 1093 sneuvelde hij tijdens een veldslag. Zijn jongere broer Stefanus I volgde hem op.

## Huwelijk en nakomelingen
Zowel de afkomst als de naam van Godfrieds echtgenote is niet overgeleverd. Ze hadden een zoon:
- Conan (overleden in 1098), werd monnik en nam deel aan de Eerste Kruistocht. Stierf tijdens het verloop van deze kruistocht in Antiochië.